# Джеймс Нокс Полк
Джеймс Нокс Полк (англ. James Knox Polk; 2 листопада 1795 — 15 червня 1849) — одинадцятий президент США, який обіймав посаду з 4 березня 1845 року до 4 березня 1849.

## Біографія
Джеймс Нокс Полк народився в окрузі Мекленберг (Північна Кароліна), але здебільшого жив у штаті Теннессі. Полк був спікером Палати представників (1835 — 1839) і губернатором штату Теннессі (1839 — 1841) до того, як зайняв президентську посаду.
Батьки Джеймса Полка були шотландського походження, по матері він був родичем шотландського релігійного реформатора, засновника пресвітеріанства Джона Нокса. Здобув юридичну освіту і займався адвокатурою. Вибраний в члени конгресу від штату Теннессі, Полк став провідником демократичної партії. У 1835 р. він був обраний спікером палати депутатів. Перша кандидатура його в президенти в 1840 р. не мала успіху. У 1844 р. демократи, що знов виставили Полка кандидатом в президенти, взяли гору.
Його правління ознаменувалося найбільшими територіальними придбаннями США з часів Луїзіанської покупки: були завойовані від Мексики Нью-Мексико та Каліфорнія, Велика Британія поступилась Орегоном. Сполучені Штати отримали вихід до Тихого океану і стали великою тихоокеанською державою.
При Полку була відкрита Морська академія, споруджена пам'ятна стела Вашингтону і випущені перші поштові марки США.
Джеймс Н. Полк був одним з найдіяльніших президентів XIX століття; робота на посту президента сильно підірвала його здоров'я (він спочатку мав намір балотуватися лише на один термін), і він помер через 103 дні після здачі повноважень (найкоротше перебування в статусі екс-президента), ймовірно від холери. Він прожив менше всіх президентів, не рахуючи вбитих Кеннеді і Гарфілда. Дружина Полка Сара пережила його майже на півстоліття і в часи Громадянській війни виступала як миротворець, надавши свій будинок як нейтральну територію для переговорів південців з мешканцями півночі.
Сучасні історики зазвичай включають Полка в десятку найвидатніших президентів США.

## Анексія Техасу
За рекомендацією президента Джона Тайлера палата представників і сенат у січні-лютому 1845 року ухвалили спільну резолюцію, що пропонувала Техасу увійти до складу США на правах штату. Вже 1 березня Джон Тайлер її підписав. Джеймс Полк через три дні після вступу на посаду президента заявив, що анексію Техасу слід розглядати як «мирне придбання» території, яка раніше належала США.
У відповідь на заяву Мексика розірвала дипломатичні відносини з США. Не чекаючи, поки населення і уряд Техасу висловлять своє ставлення до пропозиції США, уряд Полка 15 червня 1845 року розпорядився, щоб корпус генерала З. Тейлора, який дислокувався на схід від річки Сабін, вступив на техаську територію. До осені чисельність американської армії разом із прибулим додатковим контингентом досягла 4-х тисяч.
21 червня 1845 року техаський конгрес одностайно відкинув ідею угоди з Мексикою і висловився за приєднання до США. 4 липня це рішення схвалив конвент представників населення Техасу в Остіні, що складався майже суто з уродженців США. На користь анексії було здобуто більшість голосів у процесі всенародного референдуму 13 жовтня. 29 грудня Полк підписав схвалений Конгресом білль про включення Техасу до складу США на правах штату.